# 토니 에스탕게
토니 에스탕게(프랑스어: Tony Estanguet, 1978년 5월 6일~)는 프랑스의 카누 선수이다. 2000년, 2004년, 2012년 하계 올림픽 남자 카누 슬라럼 C-1 종목에서 금메달을 획득했으며 올림픽의 동일한 종목에서 금메달 3개를 획득한 최초의 프랑스 선수이다.
또한 세계 선수권 대회에서 금메달 5개, 유럽 선수권 대회에서 금메달 4개를 획득했으며, 카누 월드컵에서 종합 우승 2회(2003, 2004) 차지했다.
2012년에 국제 올림픽 위원회(IOC) 선수 위원이 되었으며, 같은 해에 현역에서 은퇴했다. 현재 2024년 하계 올림픽 조직위원회 위원장을 맡고 있다. 형인 파트리스도 카누 선수로 활약했다.